# Łazy (powiat szydłowiecki)
Łazy – wieś w Polsce położona w województwie mazowieckim, w powiecie szydłowieckim, w gminie Szydłowiec. Ma status sołectwa.
W latach 1975–1998 miejscowość należała administracyjnie do województwa radomskiego.
Przez wieś przechodzi  niebieski szlak turystyczny z miejscowości Pogorzałe do Kuźniaków.
Wierni Kościoła rzymskokatolickiego należą do parafii Podwyższenia Krzyża w Majdowie.